# روب اندروز (لاعب كرة قاعدة)
روب اندروز (بالإنجليزية: Rob Andrews)‏ هو لاعب كرة قاعدة أمريكي، ولد في 11 ديسمبر 1952 في سانتا مونيكا في الولايات المتحدة.

## وصلات خارجية
- روب اندروز على موقعبيزبول رفرنس.كوم (الدوري الرئيسي) (الإنجليزية)
- روب اندروز على موقعبيزبول رفرنس.كوم (الدوري الثانوي) (الإنجليزية)